# マウスイヤー
マウスイヤーとは一年のうちで科学技術の進歩が従来と比較すれば極めて早いような年を指す。この言葉はネズミの成長は人間と比較すれば極めて早いということから作られた言葉である。ゆえに人間は普通の生活をしていようものなら時代の流れに取り残されてしまうということである。類義語にドッグイヤーという言葉もあり、犬は人間よりも成長が早いからという同じような意味であるが、これはマウスイヤーよりも先に作られた言葉であり、もはや現代社会の成長の速さは極めて早くそれは犬の成長の比ではないということからマウスイヤーと言われるようになったわけである。